# Мамоновщина
Мамоновщина — деревня в Марёвском муниципальном районе Новгородской области, входит в состав Молвотицкого сельского поселения.

## География
Деревня расположена на Валдайской возвышенности, юго-восточнее административного центра сельского поселения — села Молвотицы.

## История
О древнем заселении здешних мест свидетельствуют памятники археологии VI—IX вв. находящиеся близ деревни: две курганные группы  (8 насыпей) и (6 насыпей), на восточном берегу озера Долгунец, а также курганная группа (9 насыпей) на правом берегу Щеберихи, в лесу по обе стороны дороги в деревню Рвеницы.
В списке населённых мест Демянского уезда Новгородской губернии за 1909 год село Мамоновщина и выселки Мамоновщина, что указаны на земле Дорофеевского сельского общества, а также погост Воронино, что был на церковной земле,— были на территории Польской волости; число жителей: в селе — 245, на выселках — 7, на погосте — 20; в селе тогда имелись две мелочные лавки, кожевенный завод, на погосте — церковь и школа, а на выселках — мельница и сукновальня. По постановлению ВЦИК от 3 апреля 1924 года Польская волость была упразднена, а Мамоновщина вошла в состав Молвотицкой волости. Население деревни Мамоновщина по переписи населения 1926 года — 382 человека. Затем, с августа 1927 года, деревня Мамоновщина в составе Кожинского сельсовета новообразованного Молвотицкого района новообразованного Новгородского округа в составе переименованной из Северо-Западной в Ленинградскую области. В ноябре 1928 года Кожинский сельсовет был переименован в Мамоновщинский сельсовет. По постановлению ЦИК и СНК СССР от 23 июля 1930 года Новгородский округ был упразднён, а район перешёл в прямое подчинение Леноблисполкому. Германская оккупация — в конце 1941 года. Указом Президиума Верховного Совета РСФСР от 19 февраля 1944 года райцентр Молвотицкого района был перенесён из села Молвотицы в село Марёво. Указом Президиума Верховного Совета СССР от 5 июля 1944 года была образована Новгородская область и Молвотицкий район вошёл в её состав.
Во время неудавшейся всесоюзной реформы по делению на сельские и промышленные районы и парторганизации, в соответствии с решениями ноябрьского (1962 года) пленума ЦК КПСС «о перестройке партийного руководства народным хозяйством» с 10 декабря 1962 года был образован крупный Демянский сельский район, а административный Молвотицкий район 1 февраля 1963 года был упразднён. Мамоновщинский сельсовет тогда вошёл в состав Демянского сельского района. Пленум ЦК КПСС, состоявшийся 16 ноября 1964 года восстановил прежний принцип партийного руководства народным хозяйством, после чего Указом Верховного Совета РСФСР от 12 января 1965 года сельские районы были преобразованы вновь в административные районы и решением Новгородского облисполкома № 6 от 14 января 1965 года Мамоновщинский сельсовет и деревня в Демянском районе. В соответствие решению Новгородского облисполкома № 706 от 31 декабря 1966 года Мамоновщинский сельсовет и деревня из Демянского района были переданы во вновь созданный Марёвский район.
После прекращения деятельности Мамоновщинского сельского Совета в начале 1990-х стала действовать Администрация Мамоновщинского сельсовета, которая была упразднена в начале 2006 года и деревня Мамоновщина, по результатам муниципальной реформы входила в состав муниципального образования — Горное сельское поселение Марёвского муниципального района (местное самоуправление), по административно-территориальному устройству была подчинена администрации Горного сельского поселения Марёвского района. С 12 апреля 2010 года после упразднения Горного сельского поселения Мамоновщина в составе Молвотицкого сельского поселения.

## Население
| 2010 | 2012 | 2013 | 2014 | 2015 | 2016 |
| ---- | ---- | ---- | ---- | ---- | ---- |
| 52   | ↘49  | ↘48  | →48  | ↘47  | ↘46  |

### Национальный состав
По переписи населения 2002 года, в деревне Мамоновщина проживали 76 человек (100 % русские)

## Инфраструктура
В деревне одна улица — Центральная и два переулка — Лесной и Озёрный.
В деревне в начале 2011 года имелось учреждения культуры — сельский библиотечный филиал, муниципальное учреждение здравоохранения фельдшерско-акушерский пункт, магазин Марёвского РАЙПО, предприятие лесозаготовки и лесопереработки ООО «Промлес плюс».